# デズリ・リム
デズリ･リム（Desiree Lim）は、マレーシア・クアラルンプール出身の映画監督・脚本家。中国系2世。日本国籍を取得している。上智大学新聞学科卒、元テレビ朝日社員。

## 監督作品
- シュガースイート　- Sugar Sweet (2001)
- 愛のカタチ - Floored by love (2005)
- 恋人はバンパイア - Some Real Fangs (2005)
- バブル・ティー物語 - Out for Bubble Tea (2005)

## DVD
リムデズリ SHORT SHORT MOVIE

1:Dyke: Just Be It  (1999、日本)
 
2:使い捨てレズ  (2000、日本)

3.エロティーズム　(2001、日本)

4.ソルティーウエット (2003、カナダ)

5.バブルティー物語　(2003、カナダ)

6.父さん、母さん、わたしは… (2004、カナダ)

7.ラベルは? (2005、カナダ)

8.え?びあん?! (2006、カナダ)

ボーナストラック　コミュニティトーク　(2007、日本)　司会：マーガレット　出演：監督本人、笹野みちる